# 貝洛特海峽
貝洛特海峽（英語：Bellot Strait）是加拿大的海峽，由努納武特負責管轄，連接布西亞灣、攝政王灣、皮爾海峽和富蘭克林海峽，分隔布西亞半島和薩莫塞特島，長25公里、寬2公里。
72°00′33″N 094°30′18″W / 72.00917°N 94.50500°W